# Erwin Olaf

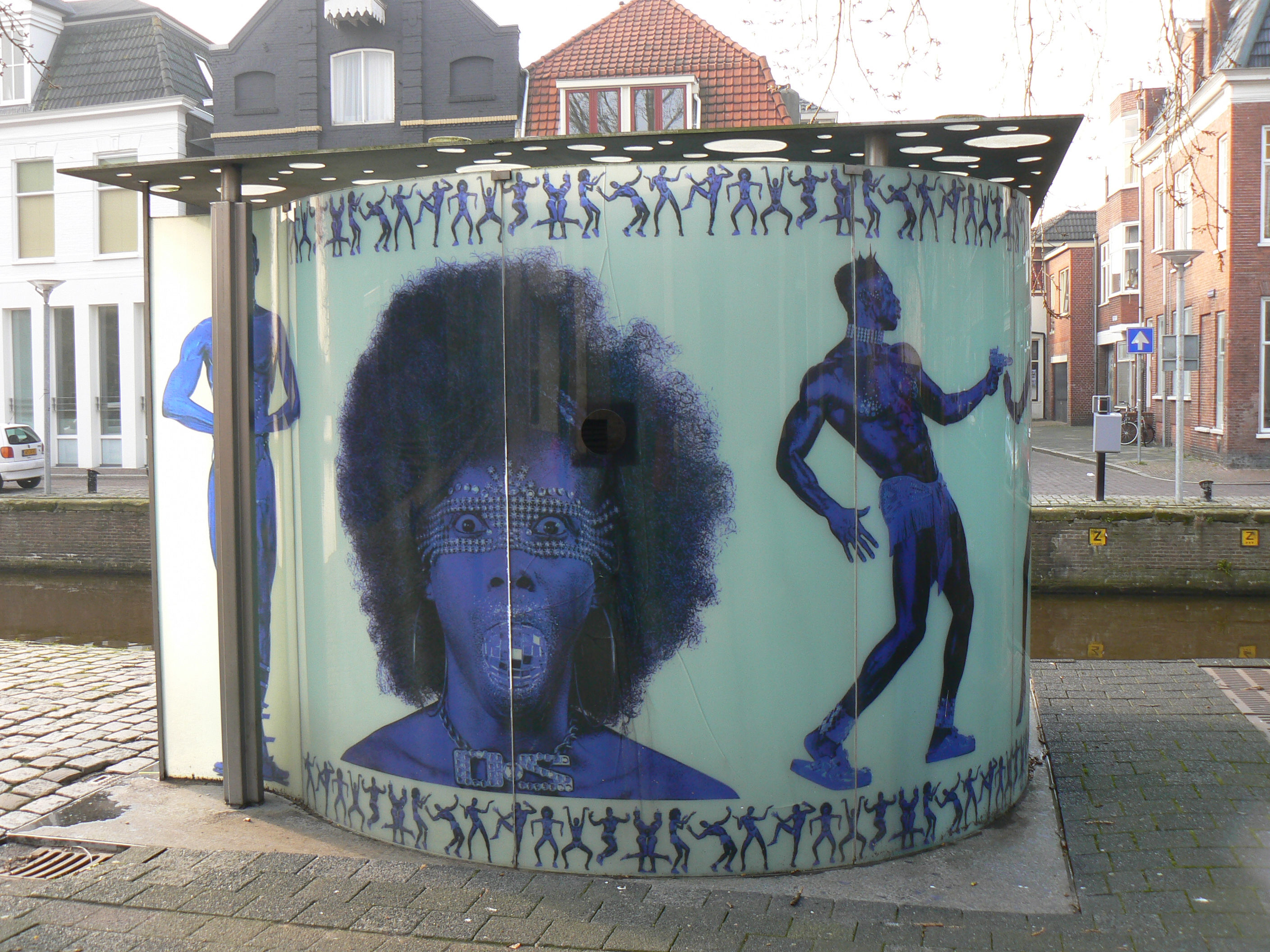
Pouliční toalety Folly, které vznikly spoluprací Rem Koolhaas (OMA) + Erwin Olaf, Groningen, Nizozemsko, foto z roku 2008

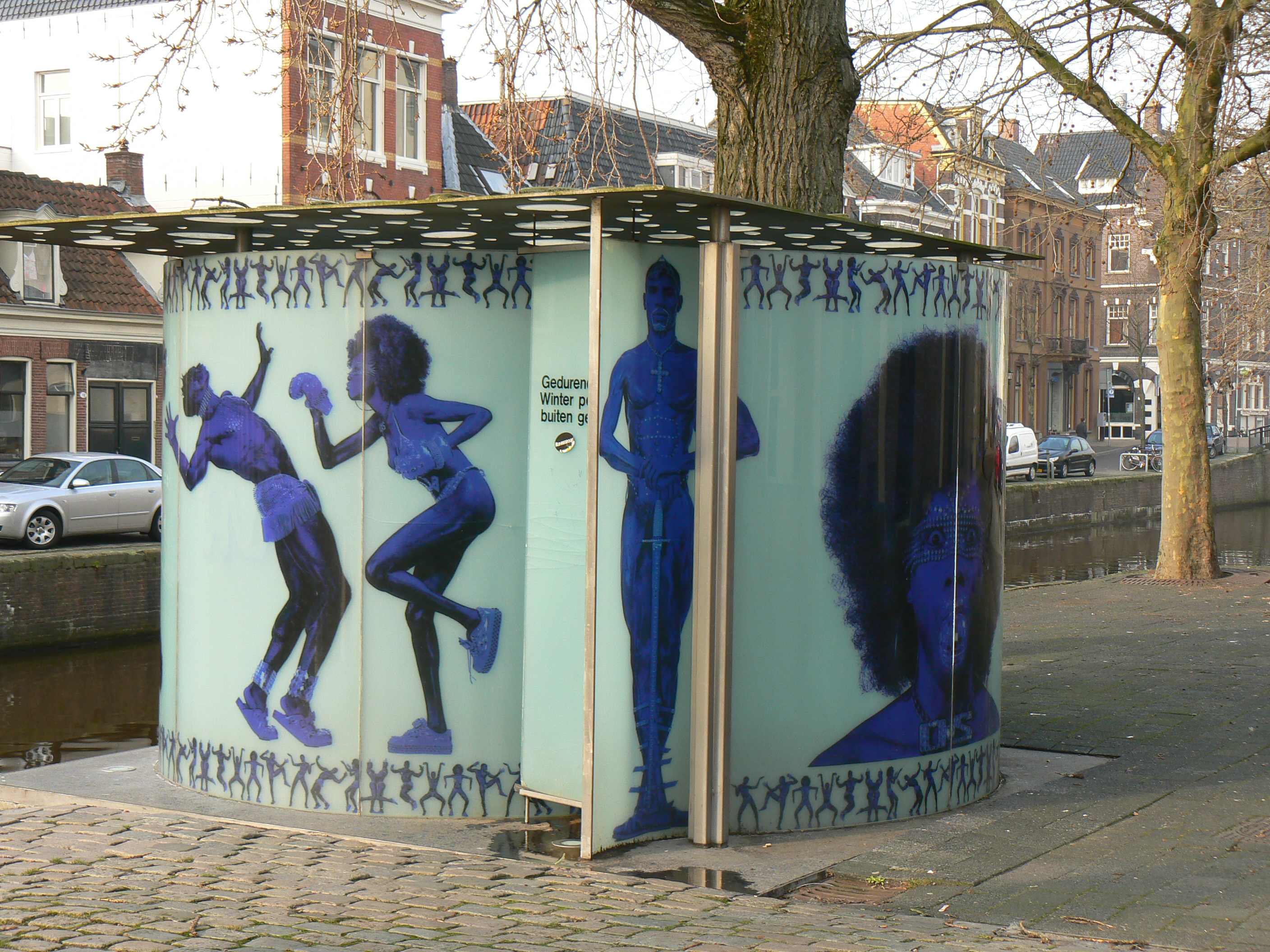
Pouliční toalety Folly

Erwin Olaf (Erwin Olaf Springveld; 2. července 1959 Hilversum, Nizozemsko – 20. září 2023, Groningen) byl nizozemský portrétní fotograf.

## Život a dílo
Vystudoval žurnalistiku na fakultě žurnalistiky v Utrechtu.
Nejznámější jsou jeho komerční a portrétní díla. Byl pověřen vést reklamní fotografickou kampaň velkých mezinárodních společností, jako jsou například Levi's, Microsoft a Nokia. Některé z jeho nejznámějších fotografických sérií jsou Greif, Rain a Royal Blood (Královská krev). Nevyhýbá se kontroverzi, jeho práce jsou často odvážné a provokativní. Vtipné na tom je však to, že jedna z jeho prvních fotografií byla vyloučena z výstavy kvůli tomu, že neobsahovala nahotu.
Tři fotografie z cyklu Královská krev (2000) byly součástí výstavy Decadence now! v pražské Galerii Rudolfinum. Na snímcích zobrazil princeznu Dianu (Di, †1997), carevnu Alexandru (Carevna Alexandra, †1918) nebo císařovnu Sissi (Sissi, †1898) další snímky z cyklu zobrazují Julia Caesara, Marii Antoinettu se stopami krve a předměty, které zavinily jejich smrt. Například Sissi měla zaražen pilník v hrudníku, Diana symbol Mercedesu a Alexandra stopy po kulkách z pistole.
Jeho díla získala celou řadu ocenění a účastní se výstav po celém světě.
Erwin Olaf zemřel 20. září 2023 ve věku 64 let na následky dlouhodobého emfyzému týdny po transplantaci plic. Olaf byl poprvé diagnostikován s emfyzémem v roce 1996.

## Výstavy
- 2021:
  - Munich Kunsthalle - Solo Exhibition: Unheimlich schön
- 2019:
  - Anniversary Solo Show, Gemeente Museum The Hague & The Hague Museum of Photography, The Hague, Nizozemsko
  - Palm Springs Unseen, Flatland, Amsterdam
- 2017:
  - Album 13 d'Indochine, Galerie Rabouan Moussin, Paříž, Francie
  - Human&Nature, Gallery Kong, Soul, Jižní Korea
- 2016:
  - Erwin Olaf - Four Series, Centro de Arte Contemporaneo de Málaga, Málaga, Španělsko
  - Cell of Emotions, National Art Gallery, Sofia, Bulharsko
  - Homage Louis Gallait, The Pushkin State Museum of Fine Arts, Moskva, Rusko
- 2015:
  - A Corps Perdu, Magda Danysz Gallery, Paříž[9]
  - Erwin Olaf: The Empire of Illusion, Museo de Arte Contemporaine de Rosario, Rosario, Argentina
  - Waiting, Flatland, Amsterdam
  - "Retrospective," Fondation Oriente Museu, Macao, Čína
- 2014:
  - Art & Fashion, Magda Danysz Gallery, Paříž[10]
- 2013:
  - "Erwin Olaf - Berlin," Rabouan Moussion Gallery, Paříž[11]
  - "Erwin Olaf - Waiting," Rabouan Moussion Gallery, Paříž[12]
  - "Émotions - Installations," La Sucrière, Lyon
  - "Berlin," Hasted Kraeutler Gallery, New York
  - "Berlin," Hamiltons Gallery, Londýn[13]
- 2012:
  - The Dark Side, Rabouan Moussion Gallery, Paříž
  - "Works 2000 - 2010," Art Statements Gallery, Hongkong
  - "Erwin Olaf," Kong Gallery, Soul
  - "Short Stories," Wagner Gallery, Berlín
- 2011:
  - "Erwin Olaf," Art Statements Gallery, Tokio
  - "Paradise the club," Rabouan Moussion Gallery, Paříž
  - "High Tension," Carbon, Dubai
  - "Captured senses," Cer Modern, Ankara
  - "Erwin Olaf," Nordic Light International Festival of Photography, Kristiansund
- 2010:
  - "Erwin Olaf Hotel," Magda Danysz Gallery, Paříž
  - "Erwin Olaf Hotel," Paris-Benijing Gallery, Peking
  - "Erwin Olaf - Recent Work," Hamiltons Gallery, Londýn
  - "Hotel, Dawn & Dusk," Hasted Kraeutler Gallery, New York
- 2009:
  - Dusk, Flatland, Amsterdam
  - "Série Laboral Escena," Magda Danysz Gallery, Paříž
  - "Rain, Hope, Grief & Fall," Institut Netherlands, Paříž
  - "Darts of Pleasure," Domus Artium Museum, Salamanca
  - "Moving Targets," Haifa Museum of Art, Haifa

## Galerie

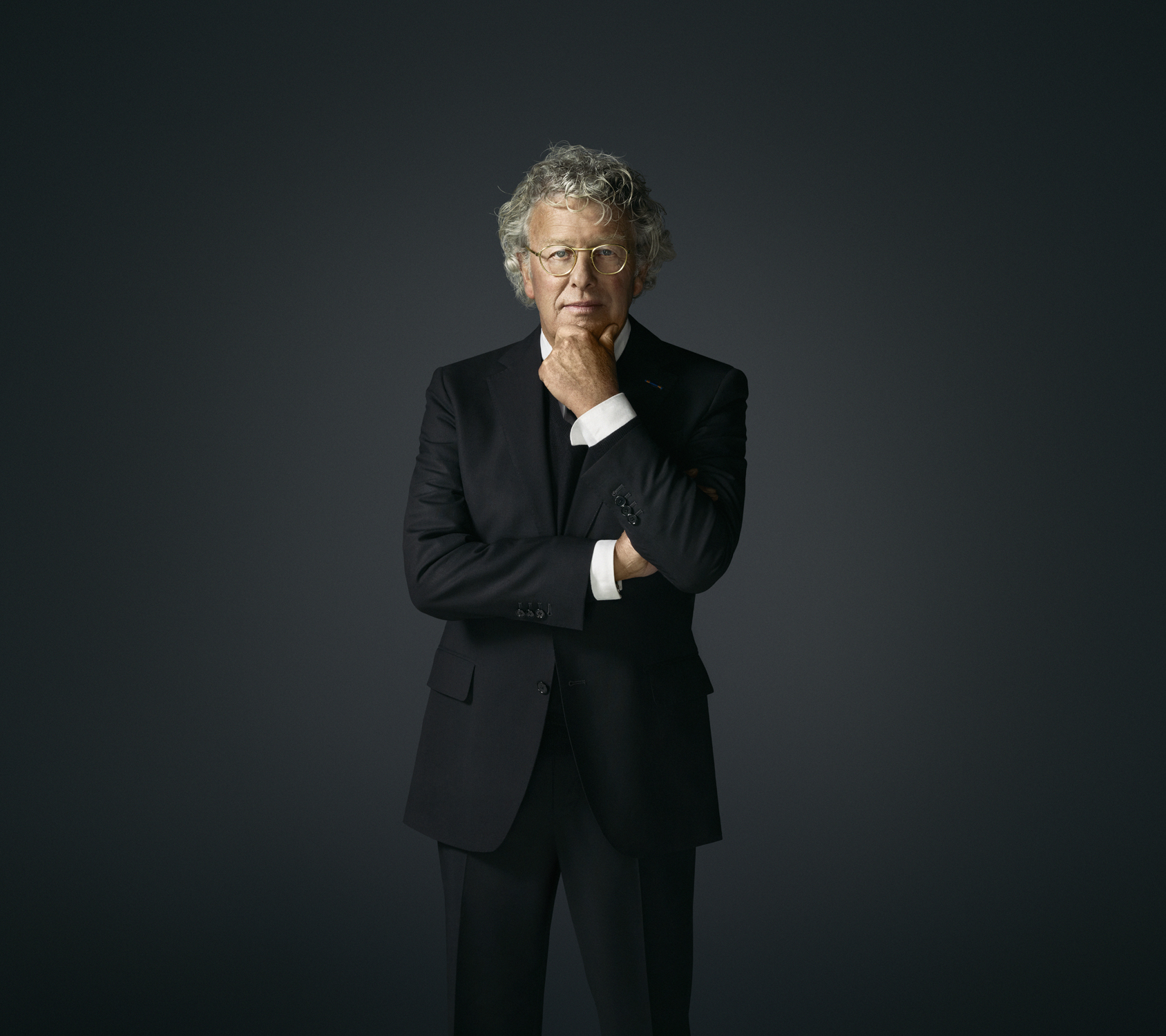
Jan des Bouvrie
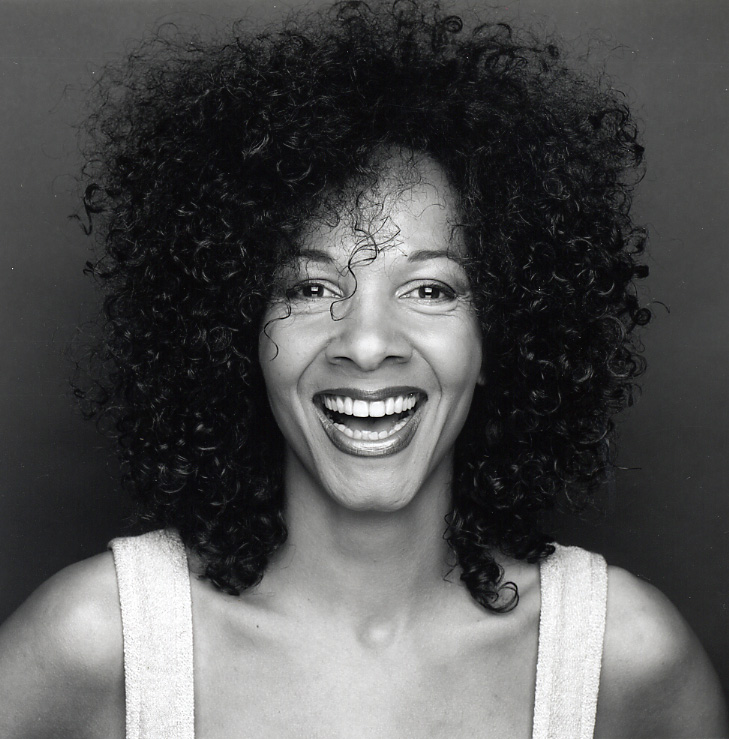
Marline Williams
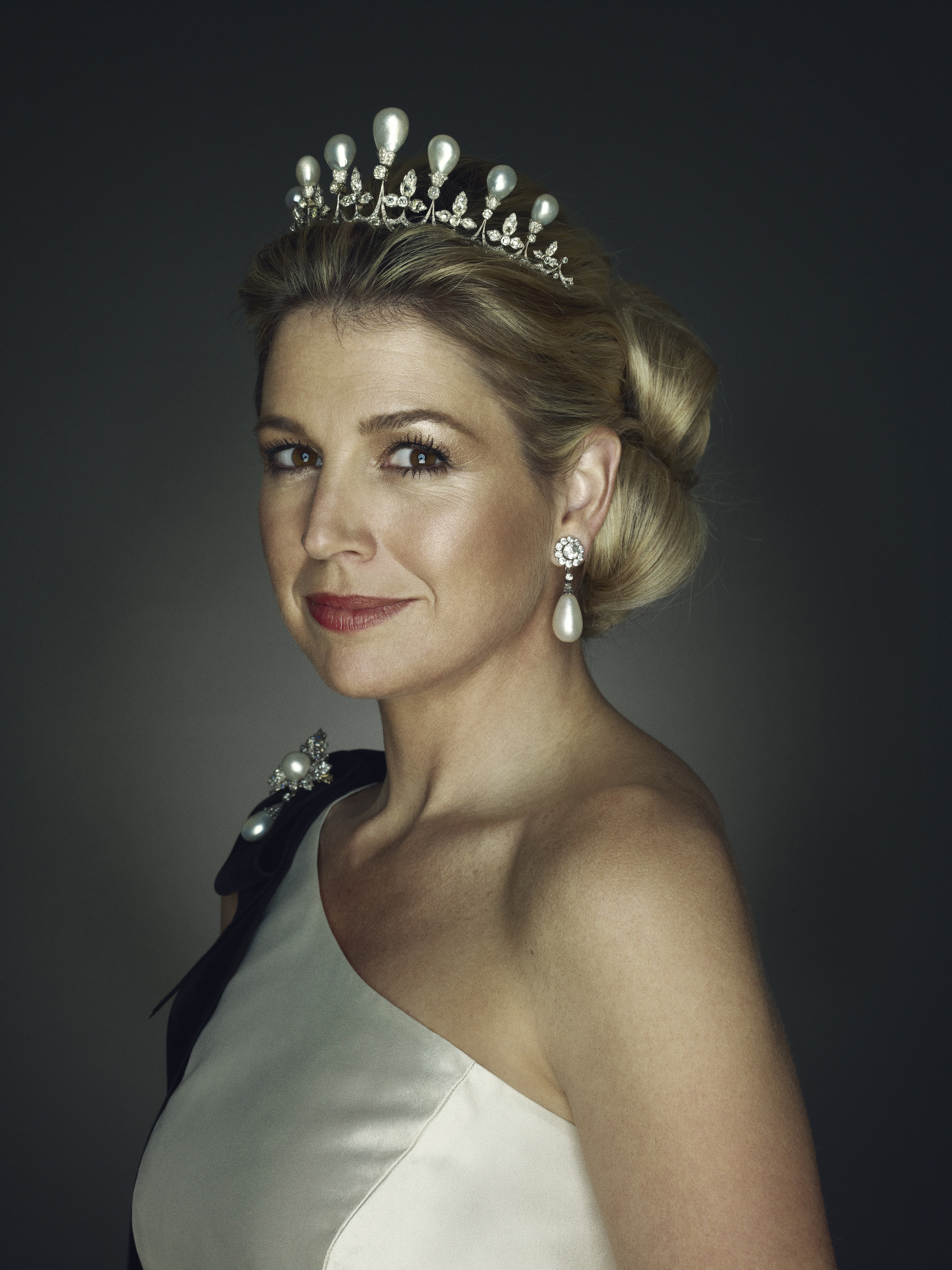
Maxima, 2011
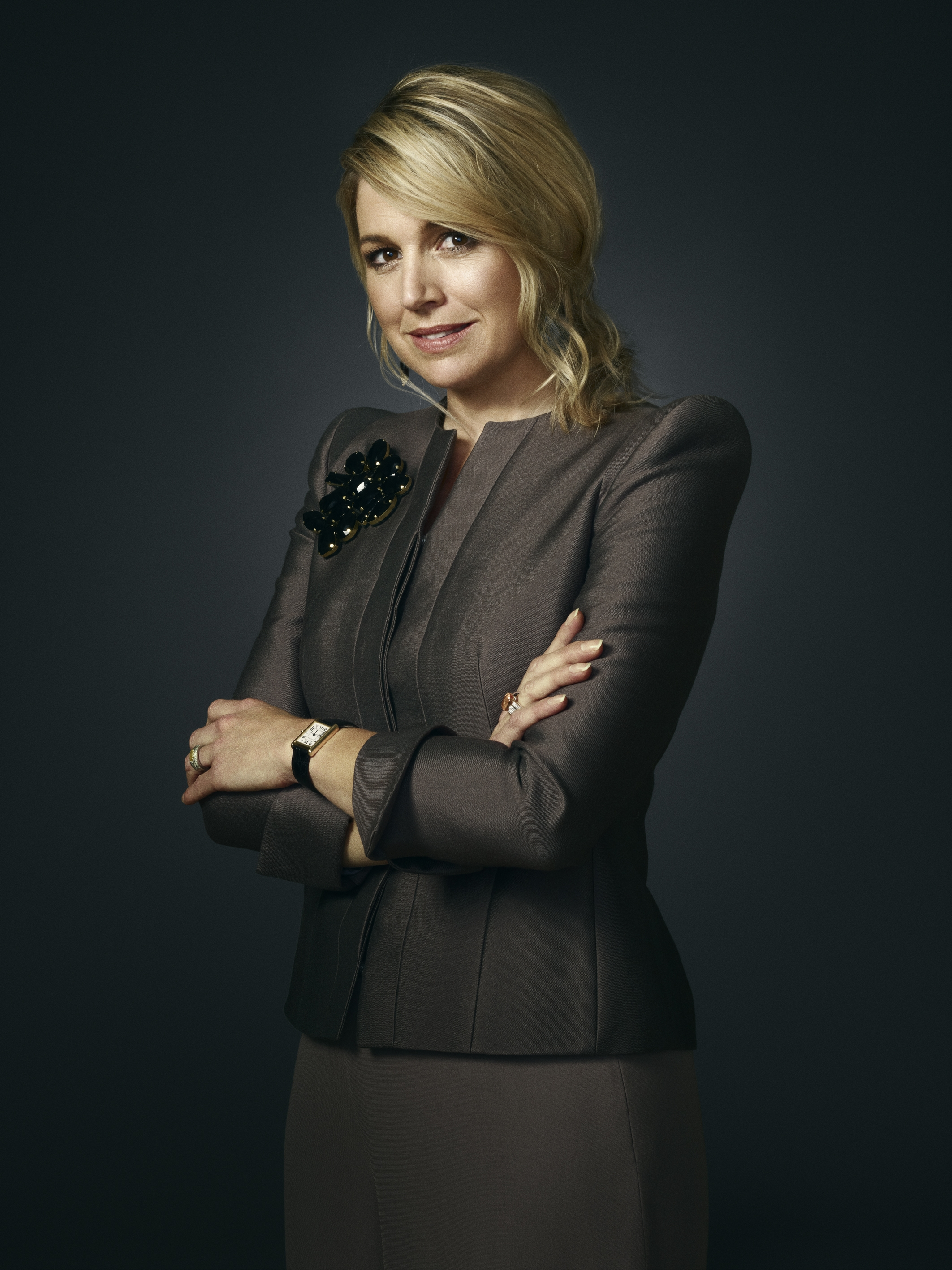
Prinses Maxima 2011
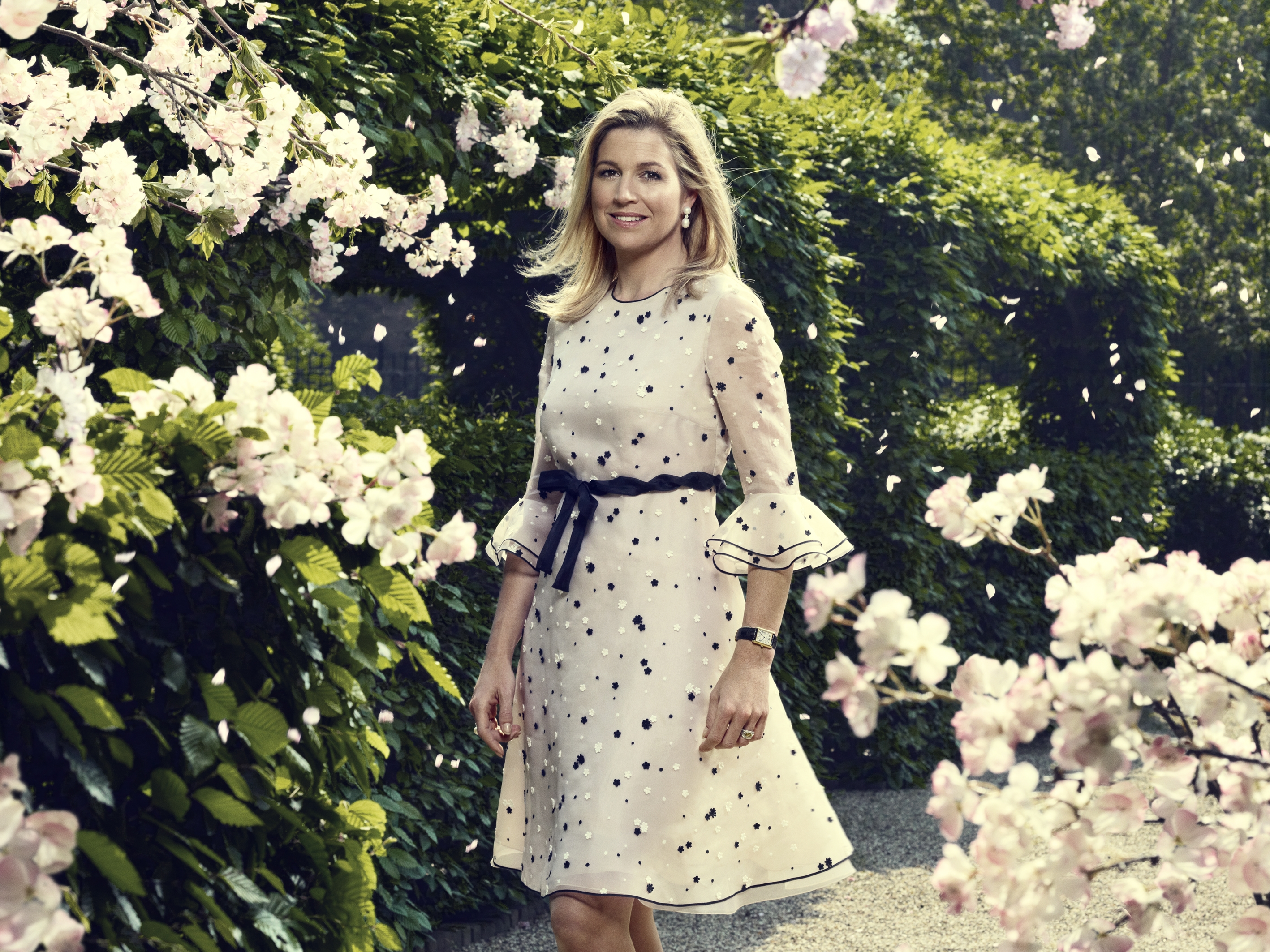
Prinses Maxima, 2011